# Sichuan-Lebensbaum
Der Sichuan-Lebensbaum (Thuja sutchuenensis) ist eine Pflanzenart, die zur Familie der Zypressengewächse (Cupressaceae) gehört und aus Sichuan (China) stammt.

## Beschreibung
Der Sichuan-Lebensbaum ist ein immergrüner Strauch oder Baum, der Wuchshöhen von bis zu 20 Meter erreicht. Seine Borke ist orangebraun, später graubraun und dünn. Die Äste stehen dicht. Die schuppenförmigen Blätter sind 1,5 bis 4 Millimeter, an manchen Hauptzweigen bis 7 Millimeter lang und enden in einer stumpfen Spitze. 
Der Sichuan-Lebensbaum ist einhäusig getrenntgeschlechtig (monözisch), männliche und weibliche Zapfen befinden sich also an einer Pflanze. Die männlichen Zapfen sind gelblich und etwa 2,5 Millimeter groß mit sechs bis acht Mikrosporophyllen. Jedes Mikrosporophyll besitzt selten zwei, meist drei Pollensäcke. Die weiblichen Zapfen sind eiförmig, weisen eine Länge von 5 bis 7 Millimeter und einen Durchmesser von 3 bis 4 Millimeter auf. Der Same ist etwa 3,5 Millimeter groß mit zwei 0,5 Millimeter breiten Flügeln.

## Verbreitung und Geschichte
Der Sichuan-Lebensbaum ist nur in einem kleinen Gebiet im Nordosten von Sichuan heimisch (dies ist in Chengkou Xian das südöstliche Daba-Shan-Gebiet). Die Entdeckung und erste Beschreibung für die westliche Welt gab der Missionar Paul Guillaume Farges zwischen 1892 und 1900. Danach glaubte man lange Zeit, dass der Sichuan-Lebensbaum ausgestorben sei. Erst 1999 wurde er in seiner Heimatregion durch chinesische Botaniker wiederentdeckt, genauer im „Daba Mountain Nature Reserve“ bei Chongqing.

## Namensherkunft
Der botanische Artname sutchuenensis wurde aus dem französischen Wort Sutchuen (für Sichuan) und der Endung -ensis (für „stammend aus“) gebildet.